# Баньйос
Баньйос (ісп. Baños, повна назва Baños de Agua Santa) — місто на сході провінції Тунґурауа, у центральному Еквадорі. Це друге за населенням місто провінції, після її столиці Амбато, та є одним з найбільших туристичних центрів країни. Місто відоме як «Ворота Амазонії», через розташування міста на річці Пастаса, частині басейну Амазонки, та сполучається дорогою з містом Пуйо, столицею розташованої в Амазонії провінції Пастаса. Назва міста, що перекладається як «ванни», походить від наявності численних гідротермальних джерел в районі міста.
Місто розташоване біля підніжжя вулкана Тунґурауа. 1999 року уряд Еквадору провів повну евакуацію мешканців міста у зв'язку з попередженням про виверження вулкана. Проте місто залишилося неушкодженим, хоча і було вкрито шаром попелу, а через кілька місяців мешканці змогли повернутися додому.